# Chris Paul (giocatore di football americano)
Christopher Paul (Houston, 19 novembre 1998) è un giocatore di football americano statunitense che milita nel ruolo di offensive guard per i Washington Commanders della National Football League (NFL).

## Carriera

### Washington Commanders
Paul al college giocò a football alla Tulsa University. Fu scelto nel corso del settimo giro (230º assoluto) nel Draft NFL 2022 dai Washington Commanders. Debuttò come professionista partendo come titolare nell'ultima partita della sua stagione da rookie contro i Dallas Cowboys.

## Vita privata
È nipote dell’ex presidente nigeriano Johnson Aguiyi-Ironsi e fratello maggiore dell'offensive tackle della NFL Patrick Paul.